# Tadeusz Niwiński (ur. 1947)
Tadeusz Niwiński (ur. 23 sierpnia 1947 we Włocławku, zm. 13 grudnia 2024) – polski informatyk i autor książek.
Syn Tadeusza Mariana Niwińskiego.
Jeden z pierwszych propagatorów wiedzy o sukcesie życiowym w Polsce, znany jako autor książek Ja, Ty i My. Z wykształcenia chemik ze specjalnością chemia radiacyjna, zawodowo zajmuje się informatyką.
Jego książka Ja (1993) była jednym z pierwszych poradników polskiego autora na temat motywacji, celów i rozwoju osobowości. Wzorowana na poradnikach amerykańskich dostosowana była jednak do polskiej rzeczywistości. Zdobyła uznanie czytelników, a także została doceniona przez Fundację ABCXXI – Cała Polska czyta dzieciom. W ramach kampanii Cała Polska czyta dzieciom znalazła się na Złotej Liście wartościowych pozycji polecanych przez Fundację.
Kolejna pozycja Ty (1995) miała charakter podręcznika dla Klubów Ludzi Sukcesu, organizacji samorozwoju, wzorowanych na amerykańskich Toastmasters. W książce My (2002) rozwijał tematykę rozwoju w kontekście partnerstwa i szukania partnera życiowego. Następna książka Elementarz życia (2003) zawierała opis kilkudziesięciu pojęć z dziedziny rozwoju osobistego, zaś Kluby Sukcesu TeTa w XXI wieku (2006) stanowiła kontynuację pozycji Ty.
Niwiński przetłumaczył także na język polski dwie książki psychologiczne. W ramach swojego wydawnictwa TeTa Publishing wydał i przedmową opatrzył m.in. Wirus umysłu Richarda Brodie.
Wraz z żoną Teresą mieszka od lat 80. w North Vancouver w Kanadzie, a od pewnego czasu także na wyspie Kauaʻi na Hawajach. Podczas pobytów w Polsce prowadzi cieszące się dużym powodzeniem kursy, które zdaniem jego zwolenników pomagają uczestnikom odnaleźć własną drogę do szczęścia i sukcesu. Jest pomysłodawcą Klubów Ludzi Sukcesu im. Małego Tadzia i członkiem honorowym Stowarzyszenia Akademia Mądrego Życia.
Od połowy lat 90. Niwiński rozwija także działalność internetową. Założył i prowadzi internetowe grupy dyskusyjne (sens, Miłość, sercem, 1000K i inne), które skupiają ludzi zainteresowanych rozwojem osobistym.
W 2010 wydał publikację Bóg Einsteina, stanowi ona spojrzenie na kwestie związane z wiarą, religią, jej wpływem na sukces i rozwój każdego człowieka.

## Książki
- Ja (1993)
- Ty (1995)
- My (2002)
- Elementarz życia (2003)
- Kluby Sukcesu TeTa w XXI wieku (2006, kontynuacja pozycji Ty)
- Bóg Einsteina (2010)
- Biedny milioner (2011)
- No, to czego chcesz? Jak podejmować słuszne decyzje (2012)

## Tłumaczenia na język polski
- Roger Sparks, Istota poczucia własnej wartości (1994)
- Nathaniel Branden, Sztuka świadomego życia (1999)